# Акристатерій
Акристатерій (Acristatherium yanensis) — викопний плацентарний ссавець, що мешкав в ранньому крейдяному періоді (ранній аптський ярус, близько 123 млн років тому). Викопні рештки виявлені у відкладеннях Луцзятунь формації Ісянь
Акристатерій описано 2010 р. на підставі єдиного голотипу з Бейпяо, Ляонін, КНР групою китайських палеонтологів: Яомін Ху, Цзінь Мен, Чуанькуй Лі і Юаньцін Ван. Зразок складається з частини черепа довжиною близько 25 мм. На черепі є ознаки наявності кістки septomaxilla, яка відсутня у пізніших ссавців, але є у їхніх предків терапсид
Acristatherium yanensis мав зубну формулу: 4153/3153